# پرورش ماکیان

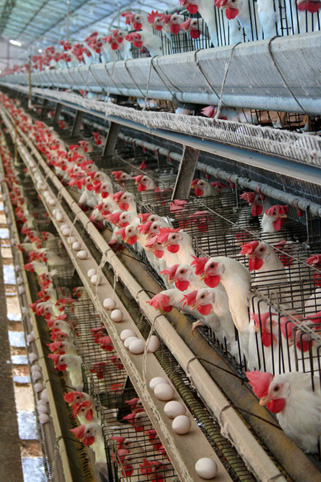
یک پرورشگاه مرغ تخم‌گذار در سائوپائولو برزیل

پرورش ماکیان یا پرورش طیور، پرورش پرندگان اهلی مانند مرغ، اردک، بوقلمون و غاز به منظور تولید گوشت یا تخم آن‌ها است. ماکیان (بیشتر مرغ) پرورشی در شمار بالا پرورش داده می‌شوند. کشاورزان در سال بیش از ۵۰ میلیارد مرغ را برای دو منبع غذایی آن یعنی گوشت و تخم‌مرغ پرورش می‌دهند. مرغ‌های به‌کارگرفته شده برای تخم‌مرغ معمولاً با نام «مرغ تخم‌گذار» و مرغ‌های استفاده شده برای گوشت بیشتر با نام «مرغ گوشتی» شناخته می‌شوند. محل پرورش ماکیان، پرورشگاه یا مرغداری یا فارم نامیده می‌شود.

### جایگاه پرورش مرغ گوشتی
در پرورش طیور گوشتی هدف افزایش وزن و رشد سریع و کمترین تلفات است تا به سریعترین زمان به بازار ارایه شوند، برای این کار فقط استفاده از نژاد و تغذیه مناسب کفایت نمی کند.بلکه باید شرایط محیطی و رفاهی به بهترین شکل قرار گیرند .

از این رو جایگاه احداث مرغداری باید شرایط جغرافیای مناسبی داشته ، ساختمان سازی ارزان تمام شود همچنین شرایط گرمایشی و سرمایشی استاندارد باشد.